# Tysklands flygvapen
Tysklands flygvapen, eller Luftwaffe (tyska: [ˈlʊftvafə] ( lyssna)), är den försvarsgren inom den tyska försvarsmakten som för krigföring i luften. Med en styrka på cirka 27 200 soldater, är Tysklands flygvapen det femte största flygvapnet i Europa, efter Ryssland, Frankrike, Storbritannien och Turkiet. Det tyska flygvapnet (som är en del av Bundeswehr) grundades 1956 under kalla kriget som den luftkrigsförande grenen för de väpnade styrkorna i dåvarande Västtyskland. Efter Tysklands återförening av Väst- och Östtyskland år 1990, integrerades delar av det Östtyska flygvapnet, som själv också grundades 1956 som en del av Nationale Volksarmee. Det finns ingen organisationskontinuitet mellan det nuvarande tyska flygvapnet och det tidigare Luftwaffe som grundades 1935, som löstes upp helt 1945/46 efter andra världskriget. Begreppet Luftwaffe som används för både det historiska och det nuvarande tyska flygvapnet är den generiska tyskspråkiga beteckningen för alla flygvapen, som även används i Schweiz.
Flygvapeninspektören är Generalleutnant Ingo Gerhartz. I dag driver flygvapnet endast elva aktiva flygbaser med stridsflygplan, transportflygplan och helikoptrar. Av de tidigare tio allierade flygbaserna i västra Tyskland är det bara två som fortfarande drivs av det amerikanska flygvapnet. Dessutom finns det fem återstående flygplatser för den amerikanska armén. För närvarande finns totalt cirka 700 militära flygplan stationerade i Tyskland.

## Historia

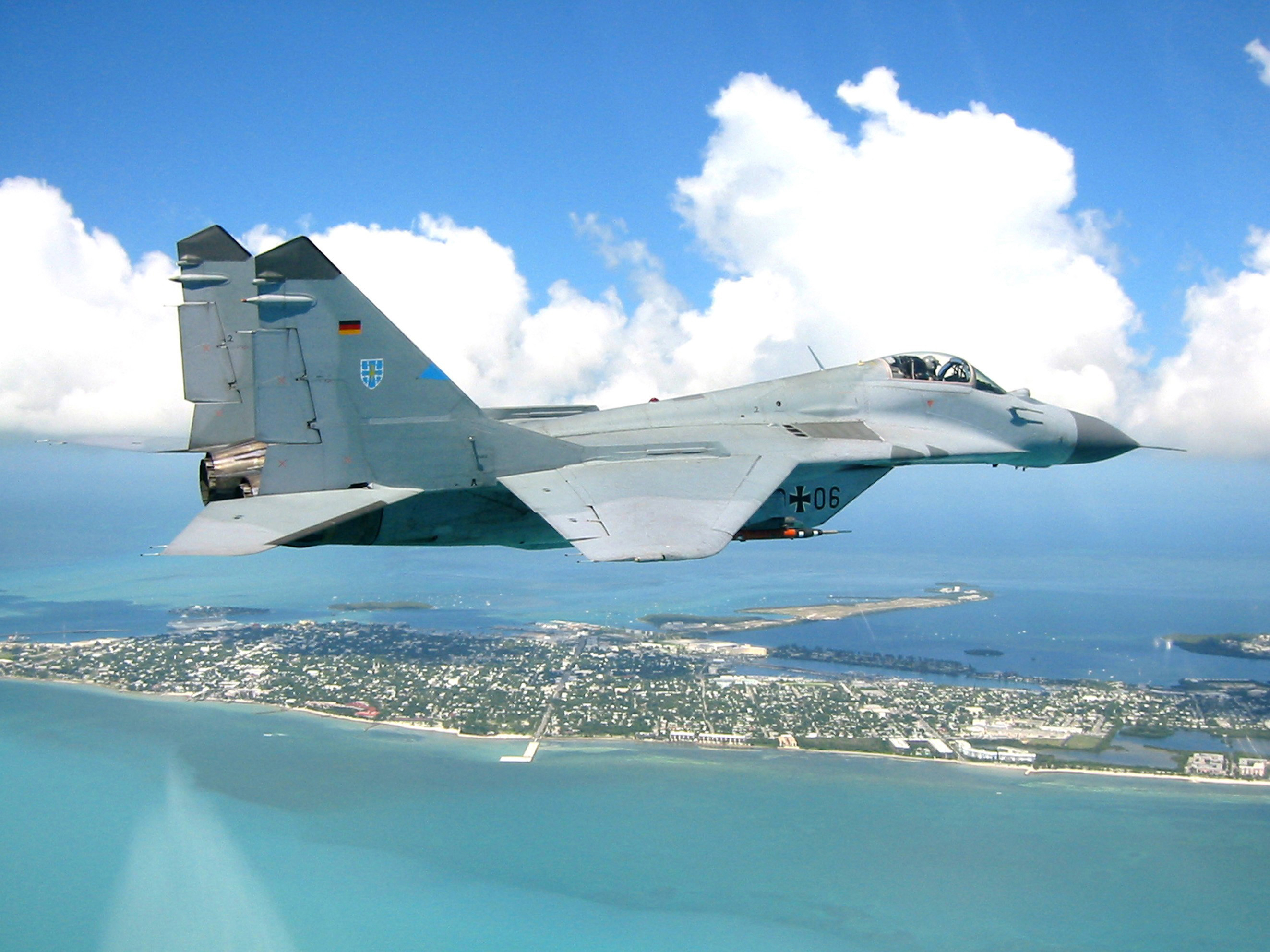
MiG-29 som togs över från NVA

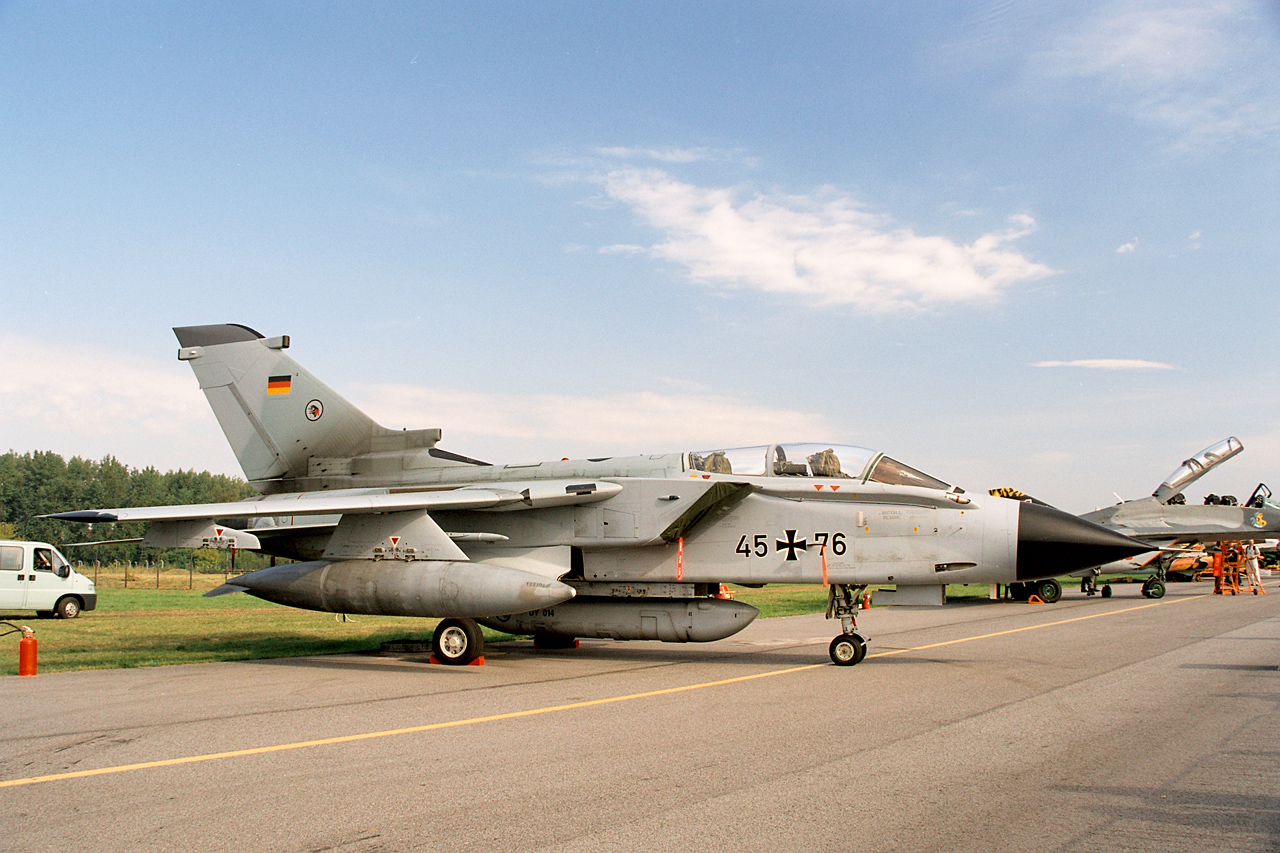
Panavia Tornado IDS i Polen

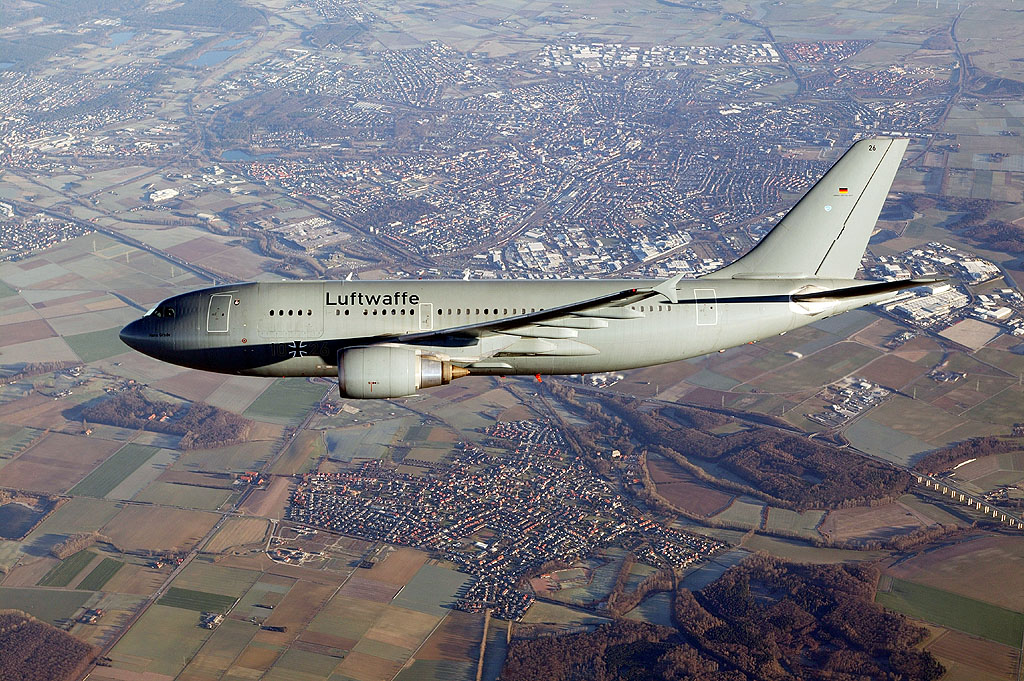
Airbus A310 MRT över Paderborn

Efter andra världskriget begränsades den tyska luftfarten kraftigt, och den militära luftfarten var helt förbjuden efter att Luftwaffe i tredje riket upplöstes i augusti 1946 av det allierade kontrollrådet. Detta ändrades 1955 när Västtyskland gick med i Nato, eftersom de västallierade ansåg att Tyskland behövdes för att motverka det ökande militära hotet från Sovjetunionen och dess allierade inom Warszawapakten. Därför grundades den 9 januari 1956 ett nytt tyskt flygvapen kallat Luftwaffe som en försvarsgren av det nya Bundeswehr. 
Luftwaffe började sin verksamhet 1956 med stark koppling till det amerikanska flygvapnet. Till en början dominerades Luftwaffes stridsflygplansflotta helt av amerikansktillverkade plan (Republic F-84F Thunderstreak och RF-84F Thunderflash). Under 1960-talet hade man stora problem med Starfighter. 292 plan havererade och krävde 116 piloters liv. Det tyska inköpet ledde till Starfighteraffären, där försvarsministern Franz Josef Strauß anklagades för att ha drivit igenom inköpet av en inte helt färdigutvecklad flygplanstyp. Anklagelser om mutor kunde aldrig beläggas. General Günther Rall (ett flygaräss från andra världskriget) var den som drev igenom Starfighter-inköpet, och kontroverserna ledde bland annat till att Erich Hartmann (världens främsta jaktflygaräss med 352 segrar) avgick i förtid. 1976 flammade Starfighteraffären upp igen som en del av den ännu större Lockheedaffären.
Med början på sjuttiotalet har man tagit fram egna flygplan. Det första var attackplanet Panavia Tornado som utvecklades i samarbete med Italien och Storbritannien. Det var och är avsett för "interdiction", det vill säga attack på lägsta höjd mot Warszawapaktens underhållsförband och transportvägar för att bromsae eller stoppa en pansarinvasion. Under nittiotalet byggdes en del plan om till versionen ECR, som är avsedd för elektronisk krigföring.
Eurofighter Typhoon började utvecklas på åttiotalet, baserat på konceptet TKF. Det är ett sameuropeiskt projekt, där även Italien, Spanien och Storbritannien deltar. Eurofighter är fortfarande under leverans. Det är ett enhetsflygplan för attack, jakt och spaning.
I samband med Tysklands återförening blev Östtysklands flygvapen en del av Tysklands flygvapen. Stora delar av flygplanen såldes av men MiG-29-planen behölls. Därmed blev flygbasen Rostock-Laage och Jagdgeschwader 73 "Steinhoff" den enda Nato-basen i världen med de då (1990) toppmoderna MiG-29. Den 4 augusti 2004 överfördes dock den sista till Polens flygvapen. 
År 1999 deltog Luftwaffe för första gången sedan 1945 i stridsoperationer då man deltog i det Nato-ledda Kosovokriget. Detta skapade en debatt i Tyskland rörande det internationella deltagandet.
I samband med oroligheterna i Libanon 2006 evakuerades tyska medborgare ur landet med Luftwaffes evakueringsplan.

## Uppgifter
Flygvapnet ansvarar för övervakning och skydd av luftrummet över Tyskland. I enlighet med detta utförs luftövervakningsuppgifter redan i fredstid. Styrkor hålls redo som kan sättas in i konflikter och krig för att ge strid och operativt stöd till arméns och marinens militära operationer och för att bekämpa strategiskt viktiga mål från luften. Lufttransportenheterna bidrar särskilt till FN:s humanitära bistånd och fredsbevarande uppdrag samt till nationella evakueringsoperationer.

## Framtiden
I samband med stärkningen av det tyska försvaret med 100 miljarder euro, planeras en beställning av 35 stycken F-35A tillsammans med 15 Eurofighter Typhoon ECR. F-35 ska ersätta det nuvarande attackflygplanet Panavia Tornado och även bära på kärnvapen i och med Nato:s kärnvapendelningsprogramm (nuclear sharing). Stärkningen av försvaret berodde bland annat på det rysk-ukrainska kriget.
Det europeiska projektet Future Combat Air System (FCAS) för ett sjätte generations stridsflygplan ska från och med 2040 successivt ta över alla offensiva och defensiva luftoperationer, och därmed ersätta Eurofighter Typhoon.
Tyskland, Frankrike, Italien och Spanien respektive Airbus, Dassault Aviation och Leonardo samarbetar för att utveckla UAV:en Eurodrone med uppgiften att spana och skydda luftrum. Ett beslut om att beväpna Eurodrone kommer att fattas i ett senare skede av ett förslag till det tyska parlamentet.

## Organisation

### Personal
Flygvapnet har cirka 27 200 soldater, vilket gör det till den näst största vapenslaget efter hären. Alla befattningar är också öppna för kvinnliga soldater om de är lämpliga för den avsedda befattningen. Totalt har flygvapnet cirka 2 600 kvinnliga soldater.

### Struktur
- Kommando Luftwaffe (Berlin)
  -  Luftwaffentruppenkommando (Köln)
    -  Flugabwehrraketengeschwader 1 (Husum)
    -  Flugabwehrraketengruppe 61 (Todendorf)
    -  Flugbereitschaft des Bundesministeriums der Verteidigung (Berlin, Köln)
    -  Hubschraubergeschwader 64 (Bückeburg, Diepholz, Laupheim, Schönewalde)
    -  Lufttransportgeschwader 62 (Wunstorf)
    -  Luftwaffenausbildungsbataillon (Germersheim)
    -  Objektschutzregiment der Luftwaffe "Friesland" (Schortens)
    -  Offizierschule der Luftwaffe (Fürstenfeldbruck)
    -  Taktisches Ausbildungskommando der Luftwaffe USA (Wichita Falls)
    -  Taktisches Luftwaffengeschwader 31 "Boelcke" (Nörvenich)
    -  Taktisches Luftwaffengeschwader 33 (Büchel)
    -  Taktisches Luftwaffengeschwader 51 "Immelmann" (Jagel)
    -  Taktisches Luftwaffengeschwader 71 "Richthofen" (Wittmund)
    -  Taktisches Luftwaffengeschwader 73 "Steinhoff" (Laage)
    -  Taktisches Luftwaffengeschwader 74 (Neuburg an der Donau)
    -  Technisches Ausbildungszentrum der Luftwaffe (Faßberg)
    -  Unteroffizierschule der Luftwaffe (Appen)
    -  Waffenschule Luftwaffe (Laage)
    -  Waffensystemunterstützungszentrum 1 (Manching)
    -  Waffensystemunterstützungszentrum 2 (Diepholz)
    -  Zentrum Elektronischer Kampf Fliegende Waffensysteme (Kleinaitingen)
    -  Zentrum für Luft- und Raumfahrtmedizin (Köln)

  -  Weltraumkommando der Bundeswehr (Uedem)
  -  Zentrum Luftoperationen (Kalkar)
    -  Einsatzführungsbereich 2 (Erndtebrück)
    -  Einsatzführungsbereich 3  (Schönewalde)
    -  Führungsunterstützungszentrum der Luftwaffe (Köln)

### Tjänstegrader
| Axelklaff                                           |                     |           |               |                |                |                    |          |               |
| Gradbeteckning                                      | Lägsta tjänstegrad* | Gefreiter | Obergefreiter | Hauptgefreiter | Stabsgefreiter | Oberstabsgefreiter | Korporal | Stabskorporal |
| Nato-nivå                                           | OR-1                | OR-2      | OR-3          | OR-3           | OR-4           | OR-4               | OR-4     | OR-4          |
| * Beteckningen skiljer sig åt mellan olika förband. |                     |           |               |                |                |                    |          |               |

| Axelklaff                                                                                     |               |               |                    |           |           |               |                |               |                |                    |
| Gradbeteckning                                                                                | Unteroffizier | Fahnenjunker* | Stabsunteroffizier | Feldwebel | Fähnrich* | Oberfeldwebel | Hauptfeldwebel | Oberfähnrich* | Stabsfeldwebel | Oberstabsfeldwebel |
| Nato-nivå                                                                                     | OR-5          | OR-5          | OR-5               | OR-6      | OR-6      | OR-6          | OR-7/OR-8      | OR-7/OR-8     | OR-8           | OR-9               |
| * Endast officersaspiranter genomgår tjänstegraderna Fahnenjunker, Fähnrich och Oberfähnrich. |               |               |                    |           |           |               |                |               |                |                    |

| Axelklaff                                                      |          |              |           |                 |       |                |        |                |              |                 |         |
| Gradbeteckning                                                 | Leutnant | Oberleutnant | Hauptmann | Stabshauptmann* | Major | Oberstleutnant | Oberst | Brigadegeneral | Generalmajor | Generalleutnant | General |
| Nato-nivå                                                      | OF-1     | OF-1         | OF-2      | OF-2            | OF-3  | OF-4           | OF-5   | OF-6           | OF-7         | OF-8            | OF-9    |
| * Endast fackofficerare genomgår tjänstegraden Stabshauptmann. |          |              |           |                 |       |                |        |                |              |                 |         |

## Utrustning

### Luftfartyg
| Luftfartyg                   | Ursprung       | Typ                                 | Variant          | Aktiva         | Anteckningar        |
| Stridsflygplan               | Stridsflygplan | Stridsflygplan                      | Stridsflygplan   | Stridsflygplan | Stridsflygplan      |
| ---------------------------- | -------------- | ----------------------------------- | ---------------- | -------------- | ------------------- |
| Eurofighter Typhoon          | Europa         | Enhetsflygplan                      |                  | 141            | 38 beställda        |
| Lockheed Martin F-35         | USA            | Enhetsflygplan                      | F-35A            | 0              | 35 beställda        |
| Panavia Tornado              | Europa         | Enhetsflygplan                      | IDSECR           | 93             | Ersätts av F-35     |
| Transportflygplan            |                |                                     |                  |                |                     |
| Airbus A319                  | Europa         | VIP-transportOpen Skies             | A319CJ           | 21             |                     |
| Airbus A321                  | Europa         | VIP-transport                       | A321-200A321LR   | 12             |                     |
| Airbus A350                  | Europa         | VIP-transport                       | A350-900         | 2              | 1 beställd          |
| Airbus A400M                 | Europa         | TransportflygplanTankflygplan       |                  | 42             | 11 beställda        |
| Bombardier Global 5000       | Kanada         | VIP-transport                       |                  | 3              |                     |
| Bombardier Global 6000       | Kanada         | VIP-transportSignalspaningsflygplan |                  | 30             | 3 beställda         |
| Lockheed Martin C-130J       | USA            | TransportflygplanTankflygplan       | C-130J-30KC-130J | 30             | 3 beställda         |
| Heliktoptrar                 |                |                                     |                  |                |                     |
| Airbus Helicopters H145M     | Europa         | Enhetshelikopter                    | LUH SOF          | 15             |                     |
| Eurocopter AS532             | Europa         | VIP-transport                       |                  | 3              |                     |
| Sikorsky CH-53               | USA            | Transporthelikopter                 | CH-53G           | 66             |                     |
| Skolflygplan och helikoptrar |                |                                     |                  |                |                     |
| Airbus Helicopters H145      | Europa         | Pilotutbildning                     |                  | 3              |                     |
| Beechcraft T-6 Texan II      | USA            | Pilotutbildning                     |                  |                |                     |
| Grob G 120                   | Tyskland       | Pilotutbildning                     | G 120AG 120TP    | 65             |                     |
| Northrop T-38                | USA            | Pilotutbildning                     | T-38C            |                |                     |
| UAV:s                        |                |                                     |                  |                |                     |
| IAI Eitan                    | Israel         | Spanings- och stridsdrönare         | Heron TP         | 0              | 5 beställda         |
| IAI Heron                    | Israel         | Spaningsdrönare                     | Heron 1          | 6              | Ersätts av Heron TP |

### Vapensystem
| Vapensystem       | Ursprung | Typ                  | Variant  | Aktiva   | Anteckningar                                       |
| Luftvärn          | Luftvärn | Luftvärn             | Luftvärn | Luftvärn | Luftvärn                                           |
| ----------------- | -------- | -------------------- | -------- | -------- | -------------------------------------------------- |
| Arrow 3           | Israel   | Antiballistisk robot |          | 0        | 1 beställd                                         |
| FIM-92 Stinger    | USA      | MANPADS              |          |          |                                                    |
| MIM-104 Patriot   | USA      | SAM                  |          | 13       |                                                    |
| Wiesel            | Tyskland | SAM                  | 2 Ozelot | 18       |                                                    |
| Luftburna robotar |          |                      |          |          |                                                    |
| AIM-120 AMRAAM    | USA      | Jaktrobot            |          |          | Används på Eurofighter Typhoon                     |
| AIM-9 Sidewinder  | USA      | Jaktrobot            | AIM-9L/I |          | Används på Eurofighter Typhoon och Panavia Tornado |
| AGM-88 HARM       | USA      | Antiradarrobot       |          |          | Används på Panavia Tornado ECR                     |
| IRIS-T            | Tyskland | Jaktrobot            |          |          | Används på Eurofighter Typhoon                     |
| MBDA Meteor       | Europa   | Jaktrobot            |          |          | Används på Eurofighter Typhoon                     |
| Taurus KEPD-350   | Europa   | Kryssningsrobot      |          |          | Används på Eurofighter Typhoon och Panavia Tornado |
| Flygbomber        |          |                      |          |          |                                                    |
| GBU-24            | USA      | Laserstyrd flygbomb  |          |          | Används på Panavia Tornado                         |
| GBU-48            | USA      | Laserstyrd flygbomb  |          |          | Används på Eurofighter Typhoon                     |
| GBU-54            | USA      | Laserstyrd flygbomb  |          |          | Används på Panavia Tornado                         |

### Historiska flygplan

#### Stridsflygplan
- Alpha Jet
- Fiat G.91
- Lockheed F-104 Starfighter
- McDonnell F-4 Phantom II
- MiG-29
- North American F-86 Sabre
- Republic F-84F Thunderstreak, Republic RF-84F Thunderflash

#### Transportflygplan
- Airbus A310 MRTT
- Antonov An-26
- Boeing 707
- Convair 440 Metropolitan
- de Havilland Heron
- Douglas DC-3
- Douglas DC-6
- Iljushin Il-62
- Let L-410
- Lockheed C-140 Jetstar
- Nord Aviation Noratlas
- Percival Pembroke
- Transall C-160D
- Tupolev Tu-134
- Tupolev Tu-154
- VFW 614